# Adil Jelloul
Adil Jelloul (àrab: عادل جلول)  (Azrou, 23 de febrer de 1982) és un ciclista marroquí, ja retirat, que fou professional entre el 2008 i el 2017. És un dels ciclistes africans amb millor palmarès, destacant les victòries a l'UCI Àfrica Tour de 2011 i 2013, sis Campionats en ruta del Marroc, el Tour de Faso o el Tour del Senegal, entre d'altres.
El 2012 va prendre part en els Jocs Olímpics d'Estiu de Londres.

## Palmarès
- 2002
  -  Campió del Marroc en ruta
- 2004
  - Vencedor d'una etapa a la Volta al Marroc
- 2007
  -  Campió del Marroc en ruta
  - 1r al Tour del Senegal
  - 1r al Tour de Faso i vencedor d'una etapa
- 2008
  -  Campió del Marroc en ruta
- 2009
  -  Campió del Marroc en ruta
  - 1r al Tour de Ruanda i vencedor d'una etapa
  - Vencedor d'una etapa a la Volta al Marroc
- 2010
  - 1r al Tour dels Aeroports
  - Vencedor d'una etapa al Tour de Mali
- 2011
  - 1r a l'UCI Àfrica Tour
  -  Campió del Marroc en ruta
  - Medalla d'or a la cursa en ruta del Jocs Panàrabs
  - 1r a Les Challenges Phosphatiers-Challenge Youssoufia
- 2013
  - 1r a l'UCI Àfrica Tour
  - 1r al Challenge de la Marxa Verda-Gran Premi Oued Eddahab
  - 1r al Challenge del Príncep-Trofeu del Príncep
- 2014
  -  Campió del Marroc en ruta
- 2016
  - 1r al Sharjah International Cycling Tour
  - Vencedor d'una etapa a la Tropicale Amissa Bongo